# Somera Sól
Somera Sól is het tweede album van de band Brant Bjork and the Bros en tevens het zevende solo-album van Brant Bjork. Op dit album is drummer Michael Peffer vervangen door Alfredo Hernández.

## Tracklist
| nr. | titel                 | duur |
| --- | --------------------- | ---- |
| 1   | Turn Yourself On      | 4:25 |
| 2   | Love Is Revolution    | 4:59 |
| 3   | Shrine Communications | 4:00 |
| 4   | Oblivion              | 2:52 |
| 5   | The Native Tongue     | 5:01 |
| 6   | Freaks Of Nature      | 5:46 |
| 7   | Ultimate Kickback     | 5:29 |
| 8   | Chinarosa             | 4:37 |
| 9   | Lion Wings            | 6:26 |
| 10  | Blood In The Gallery  | 4:38 |

- In het nummer Freaks Of Nature geeft Sean Wheeler een bijdrage als zanger.
- Mario Lalli speelt gitaar en draagt zang bij in het nummer Blood In The Gallery.
- Het nummer Ultimate Kickback is op dit album voor het eerst opgenomen. Bjork speelde het nummer live sinds 2004 en is te horen in de film Sabbia, waarin Bjork te zien is en waar hij muziek voor schreef.

## Bandleden
- Brant Bjork - zang, gitaar
- Scott Silverman - a.k.a Cortez - gitaar
- Dylan Roche - basgitaar
- Alfredo Hernández - drum